# Recueil des Travaux relatifs à la philologie et à l'archéologie égyptiennes et assyriennes
Le Recueil des Travaux relatifs à la philologie et à l'archéologie égyptiennes et assyriennes est une revue annuelle traitant d’archéologie assyrienne et d’égyptologie publié de 1870 à 1923. Elle est éditée par Gaston Maspero de 1870 à 1916.
La Revue d'égyptologie prendra sa suite.